# Тернівська сільська рада (Козятинський район)
| Тернівська сільська рада — колишній орган місцевого самоврядування у Козятинському районі Вінницької області з адміністративним центром у с. Тернівка. Сільській раді підпорядковані населені пункти: - с. Тернівка |

## Склад ради
Рада складається з 12 депутатів та голови.

## Керівний склад сільської ради
| ПІБ                         | Основні відомості | Дата обрання | Дата звільнення |
| --------------------------- | --- | ------------ | --------------- |
| Сторожук Василь Олексійович | Сільський голова, 1951 року народження, освіта вища, член Соціалістичної партії України, був головою Ради попереднього скликання | 26.03.2006   | 31.10.2010      |
| Блащук Василь Павлович      | Сільський голова, 1968 року народження, освіта середня спеціальна, безпартійний                                                  | 31.10.2010   |                 |

Примітка: таблиця складена за даними джерела